# 유예도
유예도(1896년 8월 15일~1989년 3월 25일)는 대한민국의 독립유공자이자 유관순의 사촌언니이며 한필동의 어머니이다.